# Certhilauda
Certhilauda é um género de cotovia da família Alaudidae.

## Espécies
Este género contém as seguintes espécies:
- Certhilauda chuana
- Certhilauda subcoronata
- Certhilauda benguelensis
- Certhilauda semitorquata
- Certhilauda curvirostris